# Mustang!
Mustang! es el primer álbum de larga duración de la banda japonesa Dragon Ash, con lanzamiento en 1997. Aunque no es su primer lanzamiento debut, se lo considera su primer álbum debut de larga duración y primer gran lanzamiento comercial en Japón en la industria de la música.

## Lista de canciones
1. "One Way" – 3:23
2. "Rainy Day And Day" – 3:25
3. "Cowboy Fuck!" – 5:09
4. "Sleep" – 4:28
5. "Where Where Where" – 5:35
6. "My Friend" – 5:39
7. "N.J. Soul" – 2:44
8. "Baby Girl Was Born" – 3:51
9. "Siva (N.J. Mix)" – 4:06
10. "Generation Mind" – 4:56
11. "Sunday" – 3:25
12. "Monkey Punch Monkey Kick" – 3:28
13. "Maximum Of Life" – 4:37
14. "Fever" – 5:44
15. "River" – 6:18

- Datos: Q3278919